# ال فراگو
ال فراگو (به اسپانیایی: El Frago) یک دهستان در اسپانیا است که در استان ساراگوسا واقع شده‌است. ال فراگو ۳۳ کیلومتر مربع مساحت و ۱۱۹ نفر جمعیت دارد.